# Иващенко, Иван Тимофеевич
Ива́н Тимофе́евич Ива́щенко (16 октября 1905, станица Усть-Лабинская, Кубанская область, Российская империя — 17 марта 1950, Москва) — советский лётчик-испытатель, подполковник, Герой Советского Союза (1948). Первым в СССР достиг скорости звука в полёте на серийном самолёте МиГ-17. Погиб в очередном испытательном полёте на этом самолёте.

## Биография
Родился 16 октября 1905 года в станице Усть-Лабинской Краснодарский край. С 1927 по 1930 год служил в Красной Армии, в кавалерийском полку. В 1932 году окончил Кубанский сельхозрабфак.

### Военная карьера
В армии с 1932 года. В 1932—1933 годах учился в Луганской военно-авиационной школе пилотов, в 1934 году окончил Качинскую Высшую авиационную школу пилотов. Служил в строевых частях ВВС СССР до 1940 года. Участвовал в Советско-финской войне 1939 года.

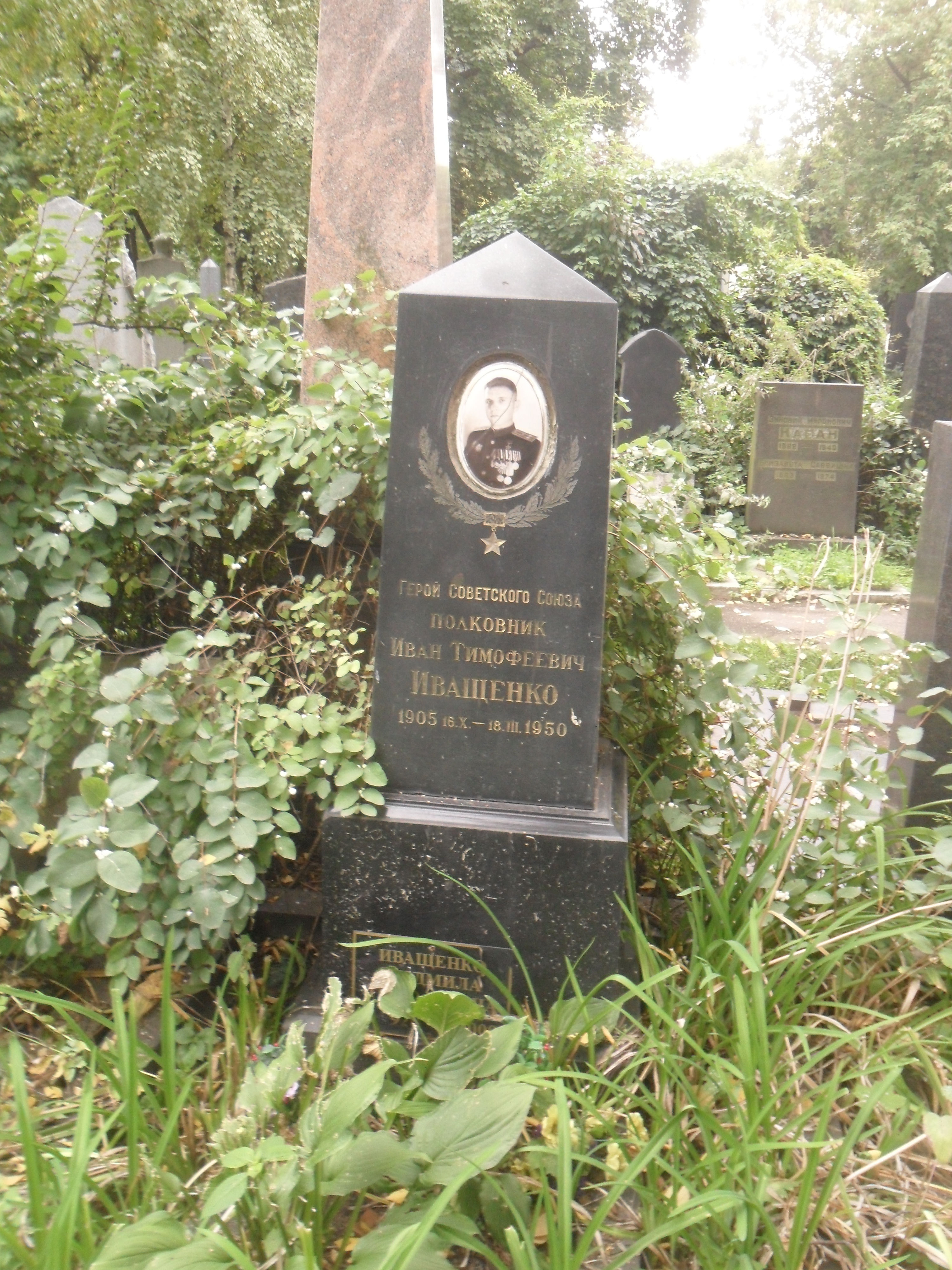
Могила Иващенко на Новодевичьем кладбище Москвы.

В 1940—1945 годах был лётчиком-испытателем на авиационных заводах. В 1941 году — лётчик-испытатель Лётно-исследовательского института. В 1941—1943 годах — лётчик-испытатель авиазавода в Куйбышеве, испытывал штурмовики Ил-2. В 1943—1945 годах — лётчик-испытатель авиазавода № 301 в городе Химки. Во время Великой Отечественной войны также воевал в составе истребительной эскадрильи ПВО Москвы.
С августа 1945 года — на лётно-испытательной работе в ОКБ А. И. Микояна. Проводил лётные испытания истребителей, участвовал в работах по испытаниям катапультного кресла лётчика и систем сброса фонаря на МиГ-15. Также проводил испытания самолёта МиГ-17. При испытаниях этого типа самолёта впервые в СССР достиг скорости звука.
Погиб 17 марта 1950 года в испытательном полёте на опытном МиГ-17. Похоронен в Москве на Новодевичьем кладбище.

## Награды
- Медаль «Золотая Звезда» Героя Советского Союза (5 марта 1948 года, вручена 20 марта 1948 года);
- орден Ленина;
- 2 ордена Красного Знамени;
- орден Отечественной войны 2-й степени;
- орден Красной Звезды;
- медали.